# 东郭小节
《东郭小节》是由观山海创作的玄幻武侠类漫画。讲述的是一只天狼半妖少女东郭小节的故事。漫画于2016年被改编成动画。

## 剧情简介
少女东郭小节是一只天狼半妖，于青花族灭族之难中侥幸存活，后被墨王府收养。为了医治“重病”中的养母，她与其兄长墨子轩一道踏上了寻找“紫瞑珠”的未知旅途……